# فلکسرا
فلکسرا (انگلیسی: Flexera) شرکت نرم‌افزار آمریکایی است، که در سال ۲۰۰۹ تأسیس شد.